# Prosopocoilus lacroixi
Prosopocoilus lacroixi es una especie de coleóptero de la familia Lucanidae.

## Distribución geográfica
Habita en la República Democrática del Congo.